# Lena Axelsson
Lena Axelsson (* 31. März 1962, verheiratete Lena Neijber bzw. Lena Staxler) ist eine ehemalige schwedische Badmintonspielerin. 

## Karriere
Lena Axelsson verzeichnet als größten Erfolg ihrer Karriere den Gewinn von Europameisterschaftsbronze im Dameneinzel 1980. Ein Jahr zuvor hatte sie ihren ersten Titel bei schwedischen Einzelmeisterschaften errungen. Zwei weitere Titel folgten 1980 und 1981.

## Sportliche Erfolge
| Saison    | Veranstaltung                     | Disziplin   | Platz | Name                                                         |
| --------- | --------------------------------- | ----------- | ----- | ------------------------------------------------------------ |
| 1974/1975 | Schweden: Einzelmeisterschaft U15 | Damendoppel | 1     | Anette Attewall / Lena Axelsson (Boo KFUM / IFK Lidingö)     |
| 1974/1975 | Schweden: Einzelmeisterschaft U15 | Dameneinzel | 1     | Lena Axelsson (IFK Lidingö)                                  |
| 1975/1976 | Schweden: Einzelmeisterschaft U15 | Mixed       | 1     | Peter Isaksson / Lena Axelsson (Spårvägen / IFK Lidingö)     |
| 1975/1976 | Schweden: Einzelmeisterschaft U15 | Dameneinzel | 1     | Lena Axelsson (IFK Lidingö)                                  |
| 1976/1977 | Schweden: Einzelmeisterschaft U17 | Dameneinzel | 1     | Lena Axelsson (IFK Lidingö)                                  |
| 1977/1978 | Schweden: Einzelmeisterschaft U19 | Damendoppel | 1     | Lena Axelsson / Ann-Sofi Bergman (Lidingö / Västra Frölunda) |
| 1977/1978 | Schweden: Einzelmeisterschaft U17 | Mixed       | 1     | Peter Isaksson / Lena Axelsson (Spårvägen / IFK Lidingö)     |
| 1977/1978 | Schweden: Einzelmeisterschaft U17 | Dameneinzel | 1     | Lena Axelsson (IFK Lidingö)                                  |
| 1977/1978 | Schweden: Einzelmeisterschaft U19 | Mixed       | 1     | Peter Isaksson / Lena Axelsson (Spårvägen / Lidingö)         |
| 1977/1978 | Schweden: Einzelmeisterschaft U17 | Damendoppel | 1     | Lena Axelsson / Karin Frenker (IFK Lidingö)                  |
| 1978      | Nordische Juniorenmeisterschaften | Dameneinzel | 1     | Lena Axelsson                                                |
| 1978/1979 | Schweden: Einzelmeisterschaft U19 | Damendoppel | 1     | Lena Axelsson / Maria Bengtsson (Lidingö / Smash)            |
| 1978/1979 | Schweden: Einzelmeisterschaft U19 | Dameneinzel | 1     | Lena Axelsson (IFK Lidingö)                                  |
| 1978/1979 | Schweden: Einzelmeisterschaft U19 | Mixed       | 1     | Peter Isaksson / Lena Axelsson (Spårvägen / Lidingö)         |
| 1978/1979 | Schweden: Einzelmeisterschaft     | Damendoppel | 1     | Lena Axelsson / Karin Lindquist (IFK Lidingö)                |
| 1979/1980 | Schweden: Einzelmeisterschaft U19 | Damendoppel | 1     | Lena Axelsson / Maria Bengtsson (Lidingö / Smash)            |
| 1979/1980 | Schweden: Einzelmeisterschaft     | Damendoppel | 1     | Lena Axelsson / Karin Lindquist (IFK Lidingö)                |
| 1980      | Europameisterschaft               | Dameneinzel | 3     | Lena Axelsson                                                |
| 1980/1981 | Schweden: Einzelmeisterschaft     | Dameneinzel | 1     | Lena Axelsson (IFK Lidingö)                                  |
| 1984      | Belgian International             | Damendoppel | 1     | Sally Podger / Lena Staxler                                  |
| 1984      | Austrian International            | Dameneinzel | 1     | Lena Staxler                                                 |
| 1984/1985 | Schweden: Einzelmeisterschaft U22 | Damendoppel | 1     | Jeanette Kuhl / Lena Staxler (Täby BMF / IFK Umeå)           |
| 1985      | Belgian International             | Damendoppel | 1     | Sally Podger / Lena Staxler                                  |